# Kolkata
Kolkata (tidligere Calcutta) er hovedstaden i den indiske stat Vestbengalen. Den ligger i det østlige Indien på Hooghly-flodens østbred i nærheden af Bangladesh. Byen har 4.496.694(2011) indbyggere, men med de ydre dele og forstæderne er der 14.112.536 (2011) . Det gør den til den tredjestørste by i Indien.
Byen var til 1911 hovedstad for det britiske styre af Indien. Byen var tidligere centrum for uddannelse, videnskab, kultur og politik, men stagnerede efter uafhængigheden i 1947. Siden år 2000 er der gang i økonomien. Ligesom andre storbyer i Indien lider Kolkata stadig af urbaniseringen med fattigdom, forurening og tæt trafik.
Med tilnavne som "Cultural Capital of India" (Indiens kulturelle hovedstad) og "City of Joy" (glædens by) har Kolkata været hjemsted for Rabindranath Tagore, Ronald Ross, Subhash Chandra Bose, Moder Teresa, Satyajit Ray, Satyendra Nath Bose og Swami Vivekananda.
I nærheden af byen ligger Serampore, som er en tidligere dansk koloni.

## Navn
Navnene Kolkata og Calcutta var sandsynligvis baseret på Kalikata, navnet på en af de tre landsbyer (Kalikata, Sutanuti og Gobindapur), før briterne kom til. "Kalikata" er igen desuden en engelsk version af Kalikshetra ("Gudinden Kalis land"). Der eksisterer andre teorier om navnets oprindelse. Fx lå den oprindelige bosættelse efter sigende ved en khal, som betyder kanal på bengali. Khal kan have været basis for navnet. Vestbengalens regering ændrede i 2001 det officielle navn fra Calcutta til Kolkata.

## Historie
Opdagelsen af det nærved beliggende arkæologiske område Chandraketugarh vidner om, at området har været beboet i mere end to tusinde år. Byens dokumenterede historie begynder dog med ankomsten af Det britiske Ostindiske kompagni i 1690, da kompagniet samlede sine handelsforretninger i Bengalen. Job Charnock, en administrator ved kompagniet, der bosatte sig ved Sutanuti efter en invasion gennem kongedømmet Hijli, bliver traditionelt krediteret som byens grundlægger.
I 1699 færdiggjorde briterne byggeriet af Fort William, som blev brugt til soldater, og var deres base i regionen. Kolkata blev derefter hovedstad for den bengalske region. På grund af en lang række sammenstød med franske styrker begyndte briterne i 1756 at udvide deres militære installationer. Det førte dog til protester fra lokalbefolkningen. Da briterne ikke reagerede på dem, angreb Nawabben af Bengalen Siraj-Ud-Daulah de britiske styrker og indtog Fort William. Det førte senere til det sorte hul i Calcutta, hvor 123 ud af 146 britiske fanger døde ifølge en af de overlevende. En styrke fra det Ostindiske Kompagni anført af Robert Clive genindtog byen året efter. Clive beskrev det som: one of the most wicked places in the Universe.
Kolkata blev hovedstad for Britisk Indien i 1772. En samtidig beskrivelse kalder byen the splendid sloth and languid debauchery of European society, når great men rode about in State coaches, with a dozen servants running before and behind them to bawl out their titles. Det var i denne periode, at marskområder blev drænet, og regeringsbygninger blev bygget langs Hooghly. Richard Wellesley, der var guvernør 1797-1805, var i høj grad ansvarlig for byens store vækst og den arkitektur, der betød at byen blev kaldt 'the City of Palaces'. Emily Eden (guvernørens søster, som lagde navn til Eden Gardens), skrev i 1836 om Kolkata: "Depend upon it, Calcutta is the finest place in the world. I know there are towns with far larger and grander buildings; but then they are not half so clean, and new, and beautiful, as this bride-like city. I have been standing on the roof of the house the last half-hour for air, and, as it was midnight, had an opportunity of seeing all the gay company – returning from an entertainment at the government-house; and I assure you I never witnessed any thing that could compare with the splendour exhibited." 
I begyndelse af det 19. århundrede var byen delt i to klart definerede dele, en britisk - og en indisk ('Black Town'). Selv for den tid var fattigdommen i 'Black Town' chokerende. Byen undergik høj vækst i industrien fra 1850’erne, specielt inden for tekstil og jute. Det betød, at styret foretog massive investeringer i jernbanedrift og telegrafi. Sammensmeltningen af britisk og indisk kultur betød, at der fremkom en ny klasse indiske byboere — Asiens første middelklasse — hvis medlemmer ofte var erhvervsmænd, læste aviser, var anglofile og typisk tilhørte en af de øverste kaster i det hinduistiske samfund. Op gennem det 19. århundrede løftedes det generelle sociale og kulturelle niveau i det, der kaldes den bengalske renæssance. Det førte til, at Surendranath Banerjea i 1883 organiserede en national konference — den første af sin slags i 1800-tallets Indien. Efterhånden blev Kolkata centrum for Indiens uafhængighedsbevægelse, specielt de mere revolutionære organisationer. Delingen af Bengalen i 1905 førte til optøjer og boykot af britiske varer, den såkaldte "swadeshi bevægelse". Det og at byen lå upraktisk i det østlige hjørne af landet, fik i 1911 briterne til at flytte hovedstaden til New Delhi. Under 2. verdenskrig blev byens havn bombet to gange af japanske styrker. Samtidig blev fødevarer brugt til allierede tropper, hvilket betød at millioner sultede ihjel under hungersnøden i Bengalen i 1943. Krav om oprettelse af en muslimsk stat førte i 1946 til uroligheder og resulterede i mere end 2.000 døde. Indiens deling i 1947 førte også til vold og en større ændring i demografien, da et stort antal muslimer forlod Kolkata og flyttede til Østpakistan samtidig med, at tusindvis af hinduer kom den anden vej.
Op gennem 1960'erne og 1970'erne førte manglende elektricitet, strejker og en voldelig marxistisk/maoistisk bevægelse — naxalitterne — til ødelæggelse af byens infrastruktur og en generel økonomisk stagnation. I 1971 udbrød der krig mellem Indien og Pakistan. Den førte til, at der kom tusindvis af flygtninge til byen; det pressede byens infrastruktur endnu mere. I midten af 1980'erne overhalede Mumbai Kolkata på posten som Indiens folkerigeste by. Kolkata har været en stærk base for indisk kommunisme, da Vestbengalen har været ledet af det indiske kommunist parti i mere end 30 år. Det gør Vestbengalen til det sted i verden, der har haft en demokratisk valgt kommunistisk regering i længst tid. Byens økonomi begyndte i 1990'erne igen at udvikle sig i den rigtige retning efter liberaliseringen af den indiske økonomi. Siden 2000 har it-industrien også været med til at få væksten til at stige, samtidig med at industrien også udviklede sig positivt. I 2001 besluttede statens regering, at byens navn skulle ændres fra Calcutta til Kolkata.

## Geografi
Kolkata ligger i det østlige Indien i Ganges' delta i en højde af 1,5 til 9 meter. Byen ligger spredt om Hooghly-floden i nord-sydlig retning. En stor del af byen var oprindelig vådområde, som gennem årene er blev indvundet for at gøre plads til byen voksende befolkning. Sundarbans ligger mellem byen og Den Bengalske bugt, som ligger 154 km mod syd.

### Klima
Kolkata har tropisk klima. Den gennemsnitlige årlige temperatur er 26,8 °C; den månedlige gennemsnitstemperaturer svinger fra 19 °C til 30 °C. Sommeren er varm og med høj luftfugtighed med temperaturer, der ofte overstiger 40 °C i maj og juni. Vinteren varer generelt kun omkring to en halv måned, med de laveste temperaturer omkring 12 °C – 14 °C i december og januar. Den højest målte temperatur er 43 °C, og den laveste er 5 °C. I den tidlige sommer rammes byen ofte af en kraftig vind med efterfølgende torden og kraftig regn, der giver en vis aflastning for den høje luftfugtighed.
Monsunen, der rammer byen mellem juni og september, giver byen hovedparten af den årlige regn, 1.582 mm. Den største mængde regn kommer i august (306 mm). Byen har 2.528 solskinstimer om året, med marts som den mest solrige måned. Forurening er et stort problem i Kolkata, og byen er da også målt til at være værre på det punkt end andre indiske storbyer.

### Byens struktur
Selve Kolkata by, som bliver styret af Kolkata Municipal Corporation (KMC), er ikke specielt stor, da den kun dækker 185 km². Hele Kolkata (Kolkata Metropolitan Area) dækker dog et større område på 1750 km², der stadig vokser. Området administreres af en række lokale styrer med 38 lokale kommuner.
Øst/vest er byen forholdsvis smal og strækker sig kun over omkring 5–6 km. Byen kan opdeles i en nordlig, en central og en sydlig del. Det nordlige Kolkata er den ældste del af byen med arkitektur fra 1800-tallet. Den sydlige bydel voksede hovedsageligt frem efter Indiens uafhængighed og huser byens overklassekvarterer.
Det centrale Kolkata huser forretningsdistriktet omkring B. B. D. Bagh. Regeringsbygninger, hovedpostkontoret, højesteret og en lang række andre offentlige og private kontorer ligger også i området. Maidan er et stort åbent område midt i byen, hvor sportsaktiviteter og offentlige møder afholdes. En række virksomheder har desuden kontorer i området syd for Park Street, som dermed er blevet et sekundært centralt forretningskvarter.

## Økonomi
Kolkata er hovedbyen for forretningslivet i det østlige Indien og de nordøstlige stater. Byen er desuden hjemsted for Calcutta Stock Exchange — Indiens næststørste børs. Byen er også hjemsted for en stor militær og kommerciel havn og den eneste by i regionen, der har en international lufthavn. Byen var tidligere Indiens førende by og hovedstad, men var udsat for en konstant økonomisk nedtur efter Indiens uafhængighed på grund af ustabile politiske forhold og aggressive fagforeninger. Mellem 1960'erne og 1990'erne fandt der stor kapitalflugt sted fra byen, da mange fabrikker lukkede eller var ofre for nedskæringer. Manglen på kapital koblet med et fald i efterspørgslen på byen traditionelle produkter øgede byens dårlige økonomi. Liberaliseringen af den indiske økonomi i 1990’erne, samtidig med valget af en mere reformvenlig chefminister, Buddhadeb Bhattacharya, har resulteret i forbedringer i byens økonomi.
Indtil for nylig??? var fleksibel produktion normen i Kolkata, og den uformelle sektor dækkede mere end 40% af arbejdsstyrken. Statslige og føderale ansatte udgør en stor del af byens arbejdsstyrke. Byen har en stor befolkningsgruppe med lidt eller ingen uddannelse, men samtidig også både uddannet arbejdskraft og vidensarbejdere. Kolkatas økonomiske vækst i de seneste år???? kommer blandt andet fra it-sektoren, som har oplevet vækstrater på 70% årligt — dobbelt så meget som gennemsnittet på landsplan. I de seneste år har der desuden været en stigning i ejendomsinvesteringer med flere nye projekter søsat. Kolkata er hjemsted for flere produktionscentre for en række store indiske selskaber med produkttyper rækkende fra elektronik til jute. Større virksomheder med hovedkvarter i Kolkata omfatter blandt andet ITC Limited, Bata India, Birla Corporation, Coal India Limited, Damodar Valley Corporation,United Bank of India, UCO Bank, Allahabad Bank og Vijaya Bank. I den seneste tid har regeringen ført en "Look East" politik med åbningen af Nathu La-passet i Sikkim som en grænseovergang til Kina samt den store interesse, der har været for at investere i Indien, hvilket har givet Kolkata en fordelagtig situation.

## Forsyningsvirksomheder og medier
Kolkata Municipal Corporation pumper drikkevand fra Hooghly-floden, som dog renses, inden det pumpes ud til forbrugerne. Stort set alt kloakvandet føres ud i et område øst for byen, hvor man opfordrer folk til at drive landbrug for at skabe en naturlig rensning af vandet. Dele af byen mangler dog stadig adgang til rent drikkevand og kloakering, hvilket fører til afløbsmetoder, der ikke er optimale for sundheden. Elektricitet leveres af det private firma Calcutta Electric Supply Corporation (CESC) i bymidten og af West Bengal State Electricity Board i forstæderne. Tidligere var der store problemer med strømafbrydelser, men situationen er blevet forbedret i de senere år. Byen har 20 brandstationer (under West Bengal Fire Service), der tager sig af 7.500 brande og kald om hjælp per år.
Statsejede BSNL og private firmaer som Hutch, Airtel, Reliance Infocomm og Tata Indicom er de førende udbydere af mobiltelefoni i byen. Mobildækningen er bred med udbud af både GSM og CDMA. Bredbåndsinternetandelen er steget støt med BSNL, Tata Indicom, Airtel og Reliance som de primære udbydere.
Aviser på bengali som Anandabazar Patrika, Aajkaal, Bartaman, Sangbad Pratidin og Ganashakti kommer i store oplag. Regionale og nationalle engelsksprogede aviser som The Telegraph, The Statesman, Asian Age, Hindustan Times og The Times of India sælges ligeledes i stort antal. Der udgives også blade som Desh, Sananda, Unish Kuri, Anandalok og Anandamela (ikke dagligt). Da byen er hjemsted for det største marked i det østlige Indien, er der også et væsentligt oplag for finansielle aviser som Economic Times og Business Standard. Aviser på andre sprog som hindi, gujarati, oriya, urdu, punjabi og kinesisk er populære hos minoriteter. Kolkata har otte FM radiostationer: AIR Kolkata (FM Rainbow & FM Gold), Radio Mirchi, Red FM, Aamar FM, Gyan Vani, Big FM og Power FM. Det statsejede tv-selskab Doordarshan udsender to gratis tv-kanaler, mens fire private firmaer tilbyder en lang række kanaler på forskellige sprog over kabelnettet.

## Transport
Offentlig transport udbydes af Kolkata Suburban Railway og Kolkata Metro samt sporvogne og busser. Transportnetværket er stort og når ud i de yderste forstæder. Kolkatas Metro, der drives af Indian Railways, er den ældste undergrundsbane i Indien. Den løber parallelt med Hooghly-floden over en strækning på 16,45 km fra Dum Dum i nord til Tollygunge i syd. Busser er den fortrukne transportmåde og drives af både det offentlige og en række private operatører. Kolkata er Indiens eneste by, der stadig har sporvogne. De langsomme sporvogne kører dog kun i begrænsede dele af byen.
Andre former for betalt transport er de gule taxier, som hovedsageligt er af mærket Ambassadors. Derudover kører der også auto rickshaws på en række ruter. I visse dele af byen kan man desuden finde cykel rickshaws og rickshaws, der trækkes af en mand på gåben. Privatejede køretøjer findes i mindre antal sammenlignet med andre indiske storbyer.
Byen har dog haft en stigning i antallet af registrerede køretøjer. Tallene for 2002 viste en stigning på 44% over en syv års periode. Mængden af veje i forhold til befolkningstætheden er kun 6% i Kolkata sammenlignet med 23% i Delhi og 17% i Mumbai, hvilket betyder at byen lider under store trafikale problemer. Metroen samt en række nye veje har dog hjulpet på trafikken.
Kolkata har to store fjerntogstationer, Howrah Station og Sealdah. Byen har hovedkvarter for to divisioner af Indian Railways — Eastern Railway og South Eastern Railway.
Byens eneste lufthavn, Netaji Subhash Chandra Bose International Airport i Dum Dum i den nordlige del af byen, har både indenrigs- og udenrigsflyvninger. Kolkata har også en større havn. Kolkata Port Trust driver både havnen i Kolkata og Haldia. Der er en passagerrute til Port Blair på Andamanerne og Nicobarerne og godsruter til andre indiske byer og udlandet.

## Sport
Fodbold er den mest populære sportsgren i byen, hvorfor byen også er en af Indiens vigtigste inden for denne sportsgren. Kolkata er hjemby for indiske topklubber som East Bengal Club, Mohammedan Sporting Club og Mohun Bagan Athletic Club. Ligesom i resten af Indien er cricket også en populær sport, og den spilles på åbne pladser og veje over hele byen. Kendte sportsstjerner fra Kolkata inkluderer den tidligere kaptajn for Indiens cricketlandshold Sourav Ganguly samt bronzevinder ved OL i tennis Leander Paes.
Kolkata er kendt for byens store stadioner. Eden Gardens er det ene af kun to cricketstadioner i verden med en kapacitet på mere end 100.000. Salt Lake Stadium er verdens tredjestørste fodboldstadion. Netaji Indoor Stadium er et air-konditioneret indendørsstadion, mens Calcutta Cricket and Football Club er den næstældste cricketklub i verden. Kolkata har tre 18-hullers golfbaner på Royal Calcutta Golf Club (den første golfklub i verden uden for Storbritannien), Tollygunge Club og Fort William. Royal Calcutta Turf Club afholder ridekonkurrencer samt polokampe. Calcutta South Club lægger baner til både nationale og internationale tennisturneringer, mens Calcutta Rowing Club afholder konkurrencer i roning.